# Божевільні роки (фільм)
«Божевільні роки» (серб. Луде године) — сербський фільм, з якого починається серіал «Божевільні роки».
Режисер — Зоран Чалич, сценарист — Йован Маркович.

## Сюжет
Романтична історія кохання між старшокласниками Бобою і Марією перетворюється на драму. Помилки героїв і їхніх друзів ледь не коштують Марії життя. Але дівчину вчасно рятують.